# Bulla Ede
Bulla Ede (Privigye, 1740. február 14. – Nyitra, 1800. február 6.) piarista szerzetes, tanár.

## Élete
Nagykárolyban és Nyitrán végezte tanulmányait. 1775 és 1783 között a bölcselet (logika, metafizika) és a matematika tanára volt a nyitrai gimnáziumban. Művében a fizikát úgy ismerteti, hogy azt Nyitrán a piaristák előadták.

## Műve
- Positiones philosophicae et mathematicae ex praelectionibus. Posonii. 1777